# Скала Фуркас
Скала Фуркас или Скала Фурка (грч. Σκάλα Φούρκας) је насеље (летовалиште) недалико од села Фурка у Грчкој на полуострву Касандра (познатија као „први прст”) на Халкидикију, општина Касандра, округ Халкидики, око 100 km од Солуна и представља једно од лепших туристичких места „првог прста” Халкидикија. Море је чисто и топло, а клима погодна за развој вегетације.

## Галерија
- Трг Скала Фуркас
- Скала Фуркас — центар
- Фурка плажа
- Фурка — центар, споменик „Топ”
- Фурка — улица са зеленилом
- Фурка ноћу
- Фурка — мотив испред једног хотела
- Скала Фуркас — црква
- Скала Фуркас — натпис на цркви